# هارمونی چهاربخشی

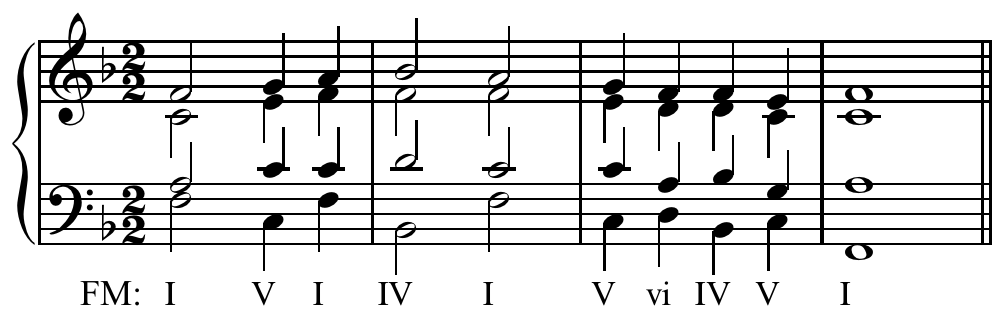
مثال از بافتِ یک «هارمونی چهاربخشی»

هارمونی چهاربخشی (انگلیسی: Four-part harmony)، اصطلاحی است در موسیقی که قسمت‌های مختلف یک قطعۀ هارمونیک، برای چهار صدای انسانی یا چهار ساز و یا یک ساز تنها مانند کیبورد ساخته می‌شود. در این ساختار، هر کدام از پارت‌های موسیقی می‌تواند در هر آکورد، نُتِ متفاوتی نسبت به بخش‌های دیگر داشته باشد.

## ساختار

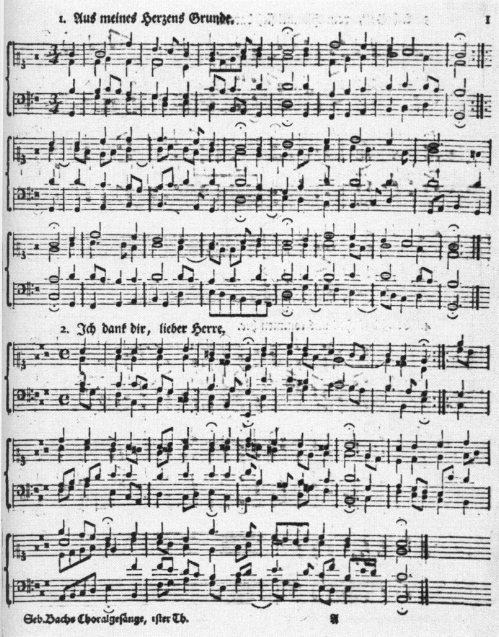
مثال از دو قطعه «هارمونی چهار‌بخشی» برای گروه کر در دورۀ باروک، اثرِ: یوهان سباستیان باخ (BWV, 269) و (BWV, 347)

چهار صدای اصلی در «هارمونی چهاربخشی» معمولاً برای سوپرانو (یا صدای کودکان)، آلتو (یا کنترآلتو)، تِنور (یا کنترتنور) و باس نوشته می‌شود. از آنجایی که وسعتِ صدای انسانی گسترهٔ صوتی محدودی دارد، خوانندگان قادر نیستند همهٔ زیروبمی‌هایی را که از چارچوب صدای آنها خارج است، اجرا کنند.
تلاش‌هایی که لازم است برای تصنیف «هارمونی چهاربخشی» انجام شود، بسیار متفاوت است. قطعاتی که در چنین سبکی نوشته شده‌اند، معمولاً توسط ساز کیبورد، یک گروهِ کوارتت سازی یا آوازی یا حتی یک گروه کر بزرگ انجام می‌گیرد که هر بخش آن توسط چندین خواننده اجرا می‌شود.

## در موسیقی کلاسیک اروپایی
در موسیقی دورهٔ باروک مجموعه‌ای از قوانین برای صدای پیشرو در «هارمونی چهاربخشی» تدوین شد. در این قوانین پایه آکورد به بخش باس اختصاص داده شد، اگرچه گاهی اوقات می‌توان پنجم یا سوم آکورد را در این بخش گنجاند. در این قوانین اگر آکورد سه‌صدایی باشد، پایهٔ آکورد معمولاً توسط یکی از صداهای دیگر تکرار می‌شود. همچنین هنگامی که دو صدا در فواصل درست (چهارم درست، پنجم درست و اکتاو) هارمونیزه می‌شوند، تقریباً همیشه از تکرار به همان فاصله بینِ دو صدا (حرکت موازی نیز نامیده می‌شود)، اجتناب می‌شود.
قانون دیگر در ارتباط با کادانس کامل است. در چنین کادانس‌هایی نت هفتمِ گام (محسوس) باید مرحله به مرحله به سوی نت پایه حرکت کند، بدین معنا که صدای پیشرو باید از نت محسوس به نت پایه حل شود، و اگر آکورد هفت نمایان باشد، نت چهارمِ گام (زیرنمایان) می‌بایست به نت سوم (میانی) حل شود.
یکی دیگر از قواعد برای تصنیف «هارمونی چهاربخشی»، گسترهٔ صوتی وکال است. از آنجایی که این نوع از موسیقی معمولاً برای گروه‌های کر چهاربخشی نوشته می‌شود، هر صدایی باید بتواند مناسب با گروه کر خوانده شود، بنابراین لازم است در محدودۀ یک صدای مشخص باقی بماند. علاوه بر این، خواندن هر صدا باید آسان باشد، بدین معنی که باید از پرش با فاصلهٔ زیاد در یک صدا اجتناب کرد و در عوض از حرکت متصل استفاده کرد. همچنین گذشتنِ بخش‌های صدا از یکدیگر ممنوع است، برای مثال صدایی که بخش آلتو را می‌خواند نباید بالاتر از صدای سوپرانو قرار بگیرد (یا بالعکس) و به همین ترتیب برای بخش‌های دیگر نیز این قوانین رعایت می‌شود. صداها نیز می‌بایست به صورت معقول نزدیک به یکدیگر باقی بمانند و فاصلهٔ بخش‌های صدا نسبت به هم (به جز بخش باس)، از یک اکتاو تجاوز نکند.
به‌طور کلی این قوانین در دوران قواعد مشترک رعایت می‌شد و امروزه معمولاً در کلاسهای تئوریک موسیقی تدریس می‌شود، اما در حال حاضر و در اکثر قطعات موسیقی، این قواعد به‌طور کامل نادیده گرفته نمی‌شوند ولی از شیوه‌ای پیروی می‌کنند که کمتر سخت‌گیرانه است.

## یادکرد
1. ↑  Benward & Saker (2003). Music: In Theory and Practice, Vol. I, p.159. Seventh Edition. شابک ‎۹۷۸−۰−۰۷−۲۹۴۲۶۲−۰.
2. ↑  McKinney, James (1994). The Diagnosis and Correction of Vocal Faults. Genovex Music Group. ISBN 978-1-56593-940-0.
3. ↑  Boldrey, Richard (1994). Guide to Operatic Roles and Arias. Caldwell Publishing Company. ISBN 978-1-877761-64-5.
4. ↑  "Basic Concepts of Four-Part Writing". Earlham College Music.
5. ↑  Smey, Dave. "Important Rules for 4-Part Progressions" (PDF). Dave Smey. Retrieved 19 September 2016.
6. ↑  Williams, Victoria. "The Rules of Harmony". www.mymusictheory.com (به انگلیسی). Archived from the original on 17 October 2017. Retrieved 17 October 2017.